# Центральный сьерра-мивокский язык
Центральный сьерра-мивокский язык (Central Sierra Miwok) — почти исчезнувший мивокский язык, на котором раньше говорила группа племён сьерра-мивок, которая проживает на верхних долинах рек Станислаус и Туолеми штата Калифорния в США. Сегодня на языке говорит признанное на федеральном уровне племя индейцев мивок из куриного крупного фермерского хозяйства «Ранчерия», большинство из которых перешли на английский язык. Имеет восточно-центральный сьерра-мивокский и западно-центральный сьерра-мивокский диалекты.